# دبلیو. کری جلینک
دبلیو. کری جلینک، (به انگلیسی: W. Craig Jelinek) (زاده ۱۹۵۳) کارآفرین، بازرگان و مدیر ارشد اجرایی آمریکایی است، که در حال حاضر به‌عنوان مدیر عامل اجرایی شرکت کاستکو فعالیت می‌کند.